# Alfredo Giorgio Dall'Oglio
Alfredo Giorgio Dall’Oglio (Borgo Valsugana, 6 luglio 1921 – Berlino, 31 ottobre 1944) è stato un militante della JOC, associazione di giovani cristiani provenienti dal mondo operaio, arrestato nel giugno del 1944 per la sua attività di apostolato, è morto nell'Arbeitserziehungslager di Wuhlheide. È stato riconosciuto martire europeo della Resistenza.

## Biografia
Primogenito di tre figli, nel 1924 la sua famiglia emigrò dalla Valsugana in Francia, dove il padre Antonio aveva trovato lavoro come falegname. La famiglia Dall'Oglio si sistemò in una roulotte a Bagnolet, poi in una baracca all'interno di un piccolo campo, quindi nel 1927 si trasferì a Romainville, in una casa di legno trasformata col tempo in edificio in mattoni.
Dopo la licenza elementare, ottenuta nel 1931, Alfredo Dall'Oglio frequentò le scuole commerciali, ma per difficoltà economiche non poté proseguire gli studi di ragioniere. Iniziò quindi a lavorare in una farmacia a Levallois Perret come ragazzo tuttofare e aiuto preparatore. 
Fin da piccolo frequentava regolarmente l'oratorio e in seguito, nel 1937, entrò a far parte della JOC Jeunesse ouvrière chrétienne ("Gioventù operaia cristiana"). Qui approfondì la sua formazione spirituale e si impegnò attivamente nell'apostolato. Il suo amore per lo sport ed il suo carattere estroverso portarono entusiasmo e dinamismo all'interno del movimento: organizzava infatti giochi ricreativi e intratteneva i giovani con uscite e tornei. Dal 1939 al 1941 divenne un dirigente della JOC e, nello stesso periodo, si fidanzò con una ragazza appartenente anche lei all'associazione cristiana. Iniziò anche ad interessarsi alle tematiche politiche del tempo, avendo modo in particolare di conoscere il nazionalsocialismo, argomento che approfondì grazie all'aiuto di un medico ebreo tedesco fuggito dal suo paese a causa delle persecuzioni naziste e rifugiatosi a Parigi, presso il farmacista dove Alfredo lavorava.
Si impegnò quindi a informare i giovani sulle idee del nazismo, mettendoli in guardia sulla pericolosità delle ideologie nazionaliste e razziste che si stavano diffondendo in tutta Europa. 
Nel 1943 il governo collaborazionista di Vichy reclutò forzatamente manodopera francese da inviare in Germania. Tra questi c'era anche Alfredo Dall'Oglio. Prima di partire confidò in famiglia: 
In Germania fu impiegato come manovale nella fabbrica di colori e vernici Warnecke und Boehm a Berlin-Weissensee, dove condivise il lavoro con 60 francesi, 30 olandesi e altri deportati russi. Facevano parte di quel grandissimo gruppo di circa 10 milioni di lavoratori stranieri nel Reich, requisiti in tutta Europa e definiti Zwangsarbeiter. Vivevano in condizioni difficili, il cibo era scarso ed erano costretti a dormire all'interno della fabbrica.
Arrivato a Berlino, Alfredo Dall'Oglio riprese la sua attività di jocista e diventò responsabile del movimento della zona Nord-Est di Berlino. Cercò di avvicinare i giovani alla fede cristiana organizzando momenti di preghiera ma anche iniziative ricreative, come ad esempio il gioco degli scacchi del quale era appassionato.
Trovò delle difficoltà nel diffondere la fede cristiana perché la maggior parte delle persone che incontrò non erano credenti e, a partire dal 1943, il Nazismo iniziò un'azione di repressione contro i movimenti di ispirazione cristiana. In particolare risale al 3 dicembre 1943 un decreto di persecuzione nazista "contro l'apostolato cattolico francese presso i Zwangsarbeiter francesi nel Reich". È in virtù di questo decreto che Alfredo Dall'Oglio venne arrestato.

## L'arresto e la morte
Il 6 giugno 1944 Alfredo Dall'Oglio venne portato dalla fabbrica presso la quale lavorava fino al carcere di Alexanderplatz, dove venne interrogato. Scoprì così che la Gestapo aveva già un ampio dossier su di lui e sull'attività di apostolato che svolgeva assieme ai suoi compagni. Il giorno successivo vennero arrestati anche gli altri membri del movimento, tra cui don Michel Voinchet, che lascerà una testimonianza sui giorni dell'arresto. Furono accusati di svolgere attività religiose all'interno di movimenti proibiti (JOC e scautismo), ritenuti pericolosi per il regime.
A partire dall'8 giugno 1944 Alfredo Dall'Oglio e i suoi compagni furono trasferiti nella prigione di Gross Hamburger Strasse e rinchiusi in celle interrate. Nonostante la difficile situazione in cui erano costretti a vivere, le loro giornate erano scandite dalla preghiera.
Il 9 settembre 1944 Dall'Oglio fu spedito nell'Arbeitserziehungslager di Wuhlheide, dove morì il 31 ottobre 1944, all'età di 23 anni.

## Il processo di canonizzazione
In considerazione del suo impegno nel testimoniare la fede cristiana e tenuto conto delle circostanze della sua morte, la Chiesa cattolica ha assegnato ad Alfredo Dall'Oglio il titolo di Servo di Dio ed è stata avviata la causa di canonizzazione.
Il comune di Borgo Valsugana gli ha dedicato un parco pubblico denominato "Parco della pace".